# The Month
Il The Month è stata una rivista mensile pubblicata in Inghilterra dal 1864 al 2001.

## Storia
La fondatrice della rivista, Frances Margaret Taylor, creò la rivista nel luglio 1864 dando come sottotitolo "An illustrated magazine of literature, science and art" (una rivista illustrata di letteratura scienza e arte). L'anno successivo in aprile fu venduta ai Gesuiti che cambiarono il titolo scelto dalla donna in "A magazine and review" (1865-1873). Il loro primo editore fu Henry James Coleridge.
Successivamente il titolo fu portato al semplice The Month. Diventata bimestrale negli anni 1941-1946, successivamente ebbe un nuovo sviluppo editoriale grazie anche ad articoli scritti da Evelyn Waugh, Graham Greene, Edith Sitwell, Muriel Spark, e Thomas Merton.
Il titolo poi cambiò ancora in The Month: A Review of Christian Thought and World Affairs e la pubblicazione della rivista terminò nel 2001.

## Diffusione
La rivista all'epoca vittoriana era molto diffusa fra i cattolici: esempio fu l'episodio in cui Hunter Blair, dove, in occasione del nuovo sonetto creato da Oscar Wilde in seguito alla sua visita del papa, la inviò in copia al direttore della rivista. il titolo in lingua italiana fu Graffiti d'Italia. 

## Editori
Molti furono gli editori che curarono la rivista:
- Frances Margaret Taylor, 1864-1865
- Henry James Coleridge, 1865–1881
- Richard Frederick Clarke, 1882-1894
- John Gerard, 1894-1897
- Sydney Fenn Smith, 1897-1901
- John Gerard, 1901-1912
- Joseph Keating, 1912-1939
- John Murray, 1939-1948
- Philip Caraman, 1948-1963
- Ronald Moffat, 1963-1967
- Peter Hebblethwaite, 1967-1974
- Michael Walsh, 1974-1975
- Hugh Kay, 1976-?[3]
- John McDade, 1986-1995
- Murray Hill, 1995-2001